# Šin’ičiró Tomonaga
Šin’ičiró Tomonaga (japonsky 朝永 振一郎, Tomonaga Šin’ičiró, anglickým přepisem Sin-Itiro Tomonaga; 31. března 1906, Tokio, Japonsko – 8. července 1979, Tokio) byl japonský vědec, jedna z nejdůležitějších osobností teoretické fyziky, nositel Nobelovy ceny za fyziku za rok 1965 za práce v oblasti kvantové elektrodynamiky. Nobelovu cenu získal spolu s Julianem Schwingerem a Richardem Feynmanem.

## Život
Šin’ičiró Tomonaga se narodil 3. října v Tokiu a už na základní škole ho bavila a výborně mu šla matematika a fyzika. Tomonaga studoval na téže univerzitě, kde učil i jeho otec, který byl profesorem filosofie na císařské univerzitě v Kjótu. Studoval zde i se svým věrným přítelem Jukawou (湯川 秀樹) a po skončení studia zde i přednášel. V letech 1937 až 1939 studoval jadernou fyziku na studijním pobytu na univerzitě v Lipsku; studoval též kvantovou teorii pole u Heisenberga. Po návratu do vlasti se stal profesorem na univerzitě v Tokiu, kde začal vést skupinu specializovaných badatelů v teoretické fyzice.
Svoji pozornost věnoval Tomonaga některým teoretickým problémům jaderné fyziky. Již v doktorské práci se zabýval otázkou vnitřního tření a tepelné vodivosti jaderných materiálů. Ve svých pozdějších letech se převážně věnoval mezonové teorii a studiu struktury mezonových polí kolem nukleonů. V roce 1942 předložil formulaci konvergence v kvantové teorii pole a teprve až v období druhé světové války vytvořil vlastní teorii mikrovlnného systému. Také objasnil pohyb elektronů v magnetronech a vypracoval unifikovanou teorii mikrovlnných systémů skládajících se z vlnovodu a dutinového rezonátoru.